# Симонов, Рубен Николаевич
Рубен Николаевич Си́монов (настоящая фамилия Симонянц) (арм. Ռուբեն Նիկողայոսի Սիմոնյանց; 21 марта (2 апреля) 1899, Москва — 5 декабря 1968, там же) — советский актёр, театральный режиссёр и педагог. Главный режиссёр Театра имени Е. Б. Вахтангова (1939—1968). Создатель и руководитель театра-студии, послужившей основой Ленкома (1928—1937). Народный артист СССР (1946). Лауреат трёх Сталинских (1943, 1947, 1950) и Ленинской премии (1967).

## Биография

### Происхождение
Рубен Симонянц родился в Москве на улице Рождественке в армянской семье. Симоновым он стал после поступления в Мансуровскую студию по просьбе Евгения Вахтангова, который считал, что в студии должно быть больше русских фамилий. Из того же интервью с внуком:
Вообще, мы — владикавказские армяне. Я недавно нашёл свидетельство о рождении моего дедушки Рубена Симонова, который всегда называл своего отца Николаем Давидовичем. Но согласно этому свидетельству настоящее имя моего прадеда — Никогайос (Николай) Давидович Симонянц. Кстати, здание пожарной команды во Владикавказе — это дом Симоновых. Он так и называется, мне недавно из Владикавказа прислали фотографию. 
Отец был родом из Телави, в 13 лет уехал на заработки во Владикавказ, затем — в Москву, служил доверенным лицом мануфактурной фирмы старшего брата Григория и держал винный магазин на Кузнецком мосту, где торговал отцовским вином, пока не разорился. Клиентами были видные артисты Большого и Малого театров. Он и сам увлекался оперой и театром, а его двоюродный брат Георгий — крёстный Рубена — пел в Оперном театре Зимина и в оперетте в летнем театре «Тиволи». Мать Анастасия Андреевна (в девичестве Абазова) была дочерью серебряных дел мастера, выпускницей Владикавказской Ольгинской женской гимназии, играла на пианино и была близкой подругой Леониды Балановской.
Семьи Симонова и Вахтангова (который тоже был из армян Владикавказа) были хорошо знакомы: Багратион Вахтангов был близким другом Николая Симонянца и крёстным его старшей дочери, а Евгений учился в одной гимназии с дядьками Рубена, однако сами артисты до театра лично не встречались.

### Ранние годы
Симонов обучался в гимназии при Лазаревском институте восточных языков, где большинство воспитанников были армянами и в обязательном порядке изучали армянский язык, что вызывало у него трудности, поскольку дома все общались по-русски; учился плохо, два раза оставался на второй год. В 1914 году перевёлся в Московскую частную гимназию С. И. Ростовцева, которую окончил в 1917 году. Любил посещать спектакли Большого и Художественного театра, Театра Корша и других, участвовал в любительских спектаклях, но, по собственному признанию, «увидел полную свою непригодность к артистической деятельности».
В 1918 году поступил на юридический факультет Московского университета. Будучи старостой, участвовал в организации «Студенческого клуба науки и искусства», при котором был и драматический кружок, где среди прочих играли Андрей Лобанов, Осип Абдулов, Михаил Астангов; вскоре и сам Симонов начал декламировать стихи со сцены, стал участвовать в спектаклях и поступил в Драматическую студию имени Ф. И. Шаляпина под руководством Ольги Гзовской, где вскоре стал ведущим актёром. По окончании первого курса решил посвятить себя театру.

### Театр
В 1920 году встретил на улице Евгения Вахтангова, с которым уже был знаком: тот ставил пьесу Артура Шницлера «Зелёный попугай» для Шаляпинской студии. Разговорившись, он выразил желание заниматься в Мансуровской студии и получил ответ: «Я приму вас без всяких экзаменов на последний курс школы». Поступив к нему, поначалу служил в качестве актёра, играл в чеховских пьесах. В 1921 году студия была преобразована в 3-ю студию МХТ, а через год Вахтангов скончался от болезни. После этого студийцы взяли на себя коллективное руководство студией, желая увековечить память учителя.

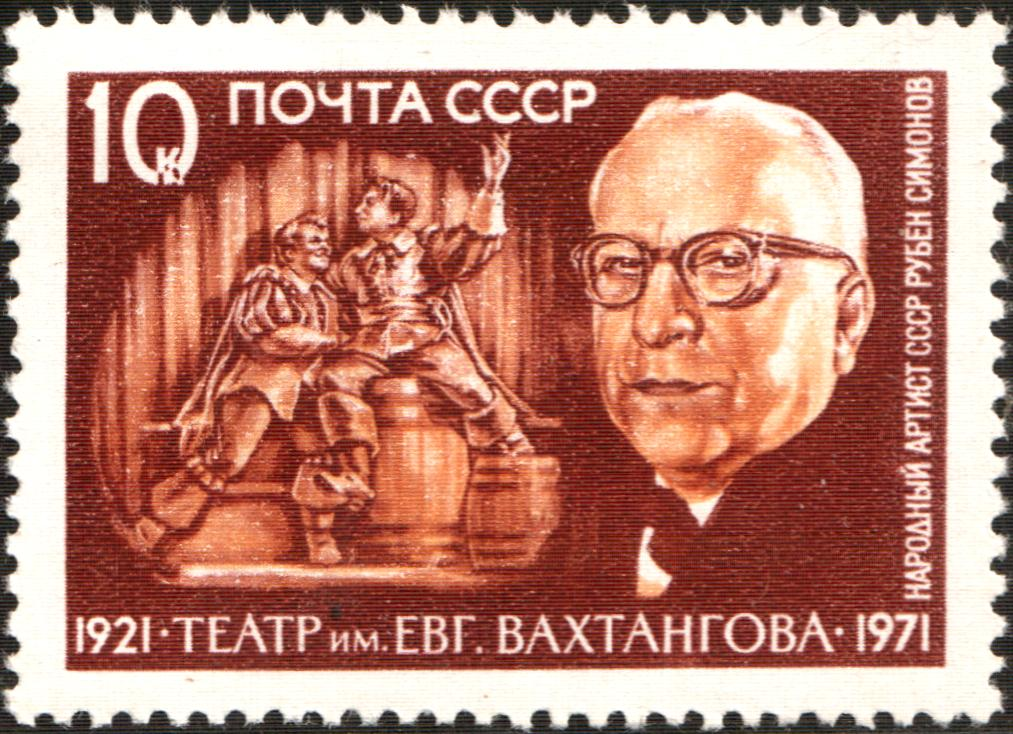
Марка СССР: Режиссер Рубен Николаевич Симонов и сцена из спектакля "Сирано де Бержерак". Серия: 50-летие Государственного академического театра имени Е. Вахтангова, Москва

Вскоре студия была преобразована в Московский драматический театр имени Е. Б. Вахтангова. Последняя постановка Вахтангова «Принцесса Турандот», в которой Симонов исполнил роль Труффальдино, пользовалась неизменным зрительским успехом. Театр начал гастролировать — вначале по Советскому Союзу, а в 1923 году — по городам Эстонии, Швеции и Германии.
В 1924 году Симонов дебютировал в качестве режиссёра на сцене театра, поставив водевиль «Лев Гурыч Синичкин». В качестве консультанта на репетиции был приглашён Всеволод Мейерхольд, который помог с трактовкой образов. Он же помогал Симонову и со следующей пьесой — «Марион Делорм» (1926).
В 1928—1937 годах одновременно с работой в театре возглавлял собственный театр-студию. У него работали такие режиссёры как Андрей Лобанов и Иосиф Рапопорт, художники Иван Федотов, Пётр Вильямс, актёры Александр Габович, Георгий Георгиу, Евгений Забиякин, Михаил Зернов, Ирина Мурзаева,  Галина Сергеева, Эммануил Тобиаш, Эдит Утёсова и другие. Известность получили спектакли «Таланты и поклонники» (1931), «Энтузиасты» и «Водевили эпохи французской революции» (1932), «Поднятая целина» и «Вишнёвый сад» (1934), «Дубровский», «Бесприданница» и «Дети солнца» (1937). В том же году его объединили с Театром рабочей молодёжи, а через год объединённый театр получил название Московский государственный театр имени Ленинского комсомола (сокращённо Ленком), а руководителем был назначен Иван Берсенев.

В 1939 году период коллективного руководства Театром Вахтангова прервался, поскольку Симонов был назначен художественным руководителем и главным режиссёром театра. Эту должность он занимал до конца жизни. 
«Личность руководителя многое определила в дальнейшем пути театра. Необыкновенно яркая и разнообразная одарённость Рубена Симонова, его музыкальность, редкостное чувство ритма, грация, деликатные манеры и притом сложный, с восточными обертонами, характер — всё это оказало влияние на несколько поколений вахтанговских артистов. Кто знает, как повернулась бы судьба театра, если бы тогда назначен был не Симонов, а, к примеру, Захава? Был бы путь вахтанговцев ординарнее или ярче? Гадать нет смысла — историю не переделать».
В июле 1941 года с началом Великой Отечественной войны здание театра было разрушено во время массированных бомбардировок Москвы, погибло несколько человек, включая актёра Василия Кузу. Вскоре труппа была эвакуирована в Омск. Впоследствии Сталин предложил перенести здание театра в Новосибирск, однако Анастас Микоян, который опекал театр, помог ему вернуться в Москву.
Помимо классических пьес поставил несколько оперных спектаклей в Большом театре. Преподавал в Театральном училище имени Б. В. Щукина (профессор с 1946 года). Руководил 1-й, 2-й и 3-й Армянскими студиями, а также Узбекской театральной студией в Москве.

### Смерть

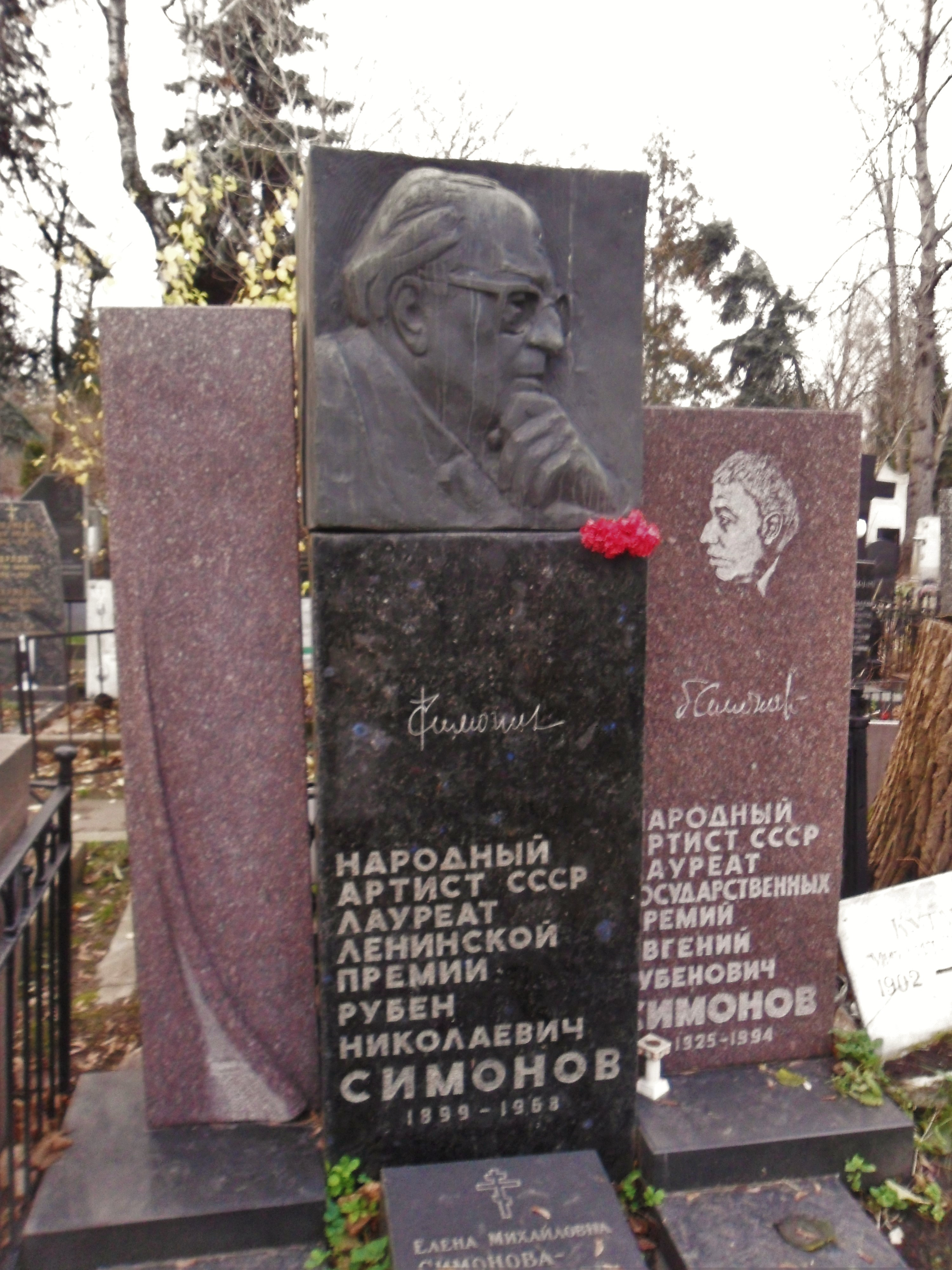
Могила Симонова на Новодевичьем кладбище Москвы

Рубен Симонов скончался 5 декабря 1968 года в Москве. Похоронен на Новодевичьем кладбище (участок № 2). После его смерти театр возглавил его сын Евгений Симонов.

### Семья
- Первая жена — Елена Михайловна Берсенева (урождённая Поливанова) (1908—1956), актриса Театра Вахтангова.
  - Сын — Евгений Рубенович Симонов (1925—1994), театральный режиссёр и педагог. Народный артист СССР (1975).
    - Внук — Рубен Евгеньевич Симонов (род. 1953), театральный актёр и режиссёр. Заслуженный артист России (2012), проживает со своей семьей в той же квартире, где жили его отец и дед.
    - Внучка — Ольга Евгеньевна Симонова-Партан (род. 1960), актриса. Проживает в Бостоне, США. Профессор русской литературы и культуры.
- Вторая гражданская жена — Светлана Борисовна (Бембеевна) Джимбинова (1940—2020-е), театральный режиссёр и театровед[7], дочь Б. О. Джимбинова.

## Адреса в Москве
- Большой Лёвшинский пер., 8а.

## Творчество

### Роли
Театр имени Е. Б. Вахтангова:
- 1921 — «Чудо святого Антония» М. Метерлинка — Жозеф
- 1921 — «Свадьба» А. П. Чехова) — Харлампий Спиридонович Дымба
- 1922 — «Принцесса Турандот» К. Гоцци — Труффальдино и Панталоне
- 1924 — «Карета святых даров» П. Мериме — Вице-король
- 1924 — «Лев Гурыч Синичкин» Д. Т. Ленского — Лев Гурыч Синичкин
- 1926 — «Зойкина квартира» М. А. Булгакова — Александр Тарасович Аметистов
- 1930 — «Коварство и любовь» Ф. Шиллера — Вурм
- 1932 — «Гамлет» У. Шекспира — Клавдий, король датский
- 1934 — «Аристократы» Н. Ф. Погодина — Костя-капитан
- 1934 — «Человеческая комедия» по О. Бальзаку — герцог де Шолье
- 1936 — «Флорисдорф» Ф. Вольфа — Жан
- 1936 — «Много шума из ничего» У. Шекспира — Бенедикт
- 1937 — «Человек с ружьём» Н. Ф. Погодина — Сталин
- 1939 — «Ревизор» Н. В. Гоголя — Иван Александрович Хлестаков
- 1941 — «Дон Кихот» по М. де Сервантесу, инсценировка М. А. Булгакова — Дон-Кихот
- 1942 — «Олеко Дундич» А. Г. Ржешевского, М. А. Каца, постановка А. Д. Дикого — Олеко Дундич (в эвакуации в Омске)
- 1942 — «Сирано де Бержерак» Э. Ростана — Сирано де Бержерак
- 1954 — «Горя бояться — счастья не видать» по С. Я. Маршаку — Царь Дормидонт
- 1956 — «Филумена Мартурано» Э. де Филиппо — Доменико Сориано
- 1961 — «Потерянный сын» А. Н. Арбузова — Шварц

### Режиссёрские постановки
Театр им. Е. Б. Вахтангова
- 1924 — «Лев Гурыч Синичкин» Д. Т. Ленского (первая большая режиссёрская работа[8])
- 1926 — «Марион Делорм» В. Гюго
- 1928 — «На крови» С. Д. Мстиславского (совместно с П. Г. Антокольским)
- 1932 — «Гамлет» У. Шекспира
- 1933 — «Интервенция» Л. И. Славина
- 1937 — «Человек с ружьём» Н. Ф. Погодина (совместно с В. В. Куза)[9]
- 1938 — «Я — сын трудового народа» В. П. Катаева
- 1939 — «Путь к победе» А. Н. Толстого (совм. с К. Я. Мироновым и Б. Е. Захавой)
- 1939 — «Соломенная шляпка» Э. Лабиша и Марк-Мишеля
- 1942 — «Фронт» А. Е. Корнейчука
- 1944 — «Мадемуазель Нитуш» Ф. Эрве
- 1948 — «Накануне» А. Н. Афиногенова
- 1949 — «Заговор обречённых» Н. Е. Вирты
- 1952 — «В наши дни» А. В. Софронова (совместно с А. И. Ремизовой)
- 1953 — «Европейская хроника» А. Н. Арбузова (совместно с А. И. Ремизовой)
- 1955 — «Олеко Дундич» A. Г. Ржешевского и М. А. Каца (возобновление постановки А. Д. Дикого 1942 года)
- 1956 — «Фома Гордеев» по М. Горькому
- 1958 — «Неписаный закон» В. И. Пистоленко
- 1959 — «Стряпуха» А. В. Софронова
- 1961 — «Стряпуха замужем» А. В. Софронова
- 1962 — «Живой труп» Л. Н. Толстого
- 1963 — «Принцесса Турандот» К. Гоцци (восстановление постановки Е. Б. Вахтангова)
- 1964 — «Правда и кривда» М. А. Стельмаха
- 1965 — «Дион» Л. Г. Зорина
- 1966 — «Конармия» по рассказам И. Э. Бабеля
- 1966 — «Золушка» Е. Л. Шварца
- 1967 — «Виринея» Л. Н. Сейфуллиной и В. П. Правдухина
- 1967 — «Варшавская мелодия» Л. Г. Зорина

Армянский театр имени Сундукяна:
- 1929 — «Доходное место» А. Н. Островского

Театр-студия под руководством Р. Н. Симонова:
- 1932 — «Таланты и поклонники» А. Н. Островского
- 1937 — «Бесприданница» А. Н. Островского
- 1937 — «Дети солнца» М. Горького

Большой театр:
- 1938 — «Абессалом и Этери» З. П. Палиашвили
- 1941 — «Черевички» П. И. Чайковского
- 1945 — «Кармен» Ж. Бизе
- 1961 — «Фауст» Ш. Гуно

### Фильмография
- 1934 — Весенние дни («Энтузиасты») — Старосельцев — комсомольский бригадир (сценарист (совм. с И. Ф. Поповым), режиссёр (совм. с Т. Н. Лукашевич)
- 1946 — Адмирал Нахимов — Осман-Паша
- 1949 — Падение Берлина — Анастас Иванович Микоян
- 1950 — Второй караван — главная роль (не был завершен)
- 1955 — Овод — Карди

Озвучивание
- 1943 — Давид-Бек — Мелик Франгюль (роль А. Аветисяна)
- 1954 — Возраст любви — Мендиондо (роль Р. Гарая)
- 1954 — Золотая антилопа (анимационный) — Раджа
- 1955 — Пес и кот (анимационный)

Архивные кадры
- 1972 — Александр Михайлович Иванов-Крамской. Встречи с мастерами сцены (документальный)

### Сочинения
- Симонов Р. Н. С Вахтанговым. — М.: Искусство, 1959. — 195 с. — 4000 экз.

## Звания и награды
- Заслуженный артист РСФСР (1933)
- Народный артист РСФСР (1937)
- Народный артист СССР (1946)
- Сталинская премия первой степени в области театрально-драматического искусства (1943) — за исполнение заглавных ролей в спектаклях «Олеко Дундич» А. Г. Ржешевского и М. А. Каца и «Сирано де Бержерак» Э. Ростана в Государственном театре им. Е. Вахтангова[10]
- Сталинская премия первой степени (1947) — за исполнение роли Осман-паши в фильме «Адмирал Нахимов» (1946)[11]
- Сталинская премия второй степени (1950) — за постановку спектакля «Заговор обречённых» Н. Е. Вирты.
- Ленинская премия (1967) — за постановки пьес классической и современной драматургии в МАДТ им. Е. Б. Вахтангова
- Три ордена Ленина (04.11.1939 — «за выдающиеся заслуги в деле развития армянского театрального и музыкального искусства», 1946, 1967)
- Два ордена Трудового Красного Знамени (1946, 1959)
- Медаль «За доблестный труд в Великой Отечественной войне 1941—1945 гг.»
- Медаль «В память 800-летия Москвы»

## Память
- Московский драматический театр имени Рубена Симонова (ныне — Симоновская сцена Театра имени Е. Б. Вахтангова).